# 小里镇
小里镇，是中华人民共和国河北省保定市容城县下辖的一个乡镇级行政单位。

## 行政区划
小里镇下辖以下地区：
王村、胜利庄村、许家园村、西牛营村、东小里村、西小里村、新庄窠村、黑龙口村、师庄村和河北庄村。